# Vozera Visjneŭskaje
Vozera Visjneŭskaje (vitryska: Возера Вішнеўскае) är en sjö i Belarus.   Den ligger i voblasten Minsks voblast, i den norra delen av landet, 110 km nordväst om huvudstaden Minsk. Vozera Visjneŭskaje ligger 148 meter över havet. Arean är 8,5 kvadratkilometer. Den sträcker sig 3,4 kilometer i nord-sydlig riktning, och 3,5 kilometer i öst-västlig riktning.
Följande samhällen ligger vid Vozera Visjneŭskaje:
- Vіsjneva (7 000 invånare)